# Euconchoecia chierchiae
Euconchoecia chierchiae är en kräftdjursart som beskrevs av G. W. Müller 1890. Euconchoecia chierchiae ingår i släktet Euconchoecia och familjen Halocyprididae.

## Underarter
Arten delas in i följande underarter:
- E. c. aspicula
- E. c. chierchiae